# 馬丁路德金博士圖書館

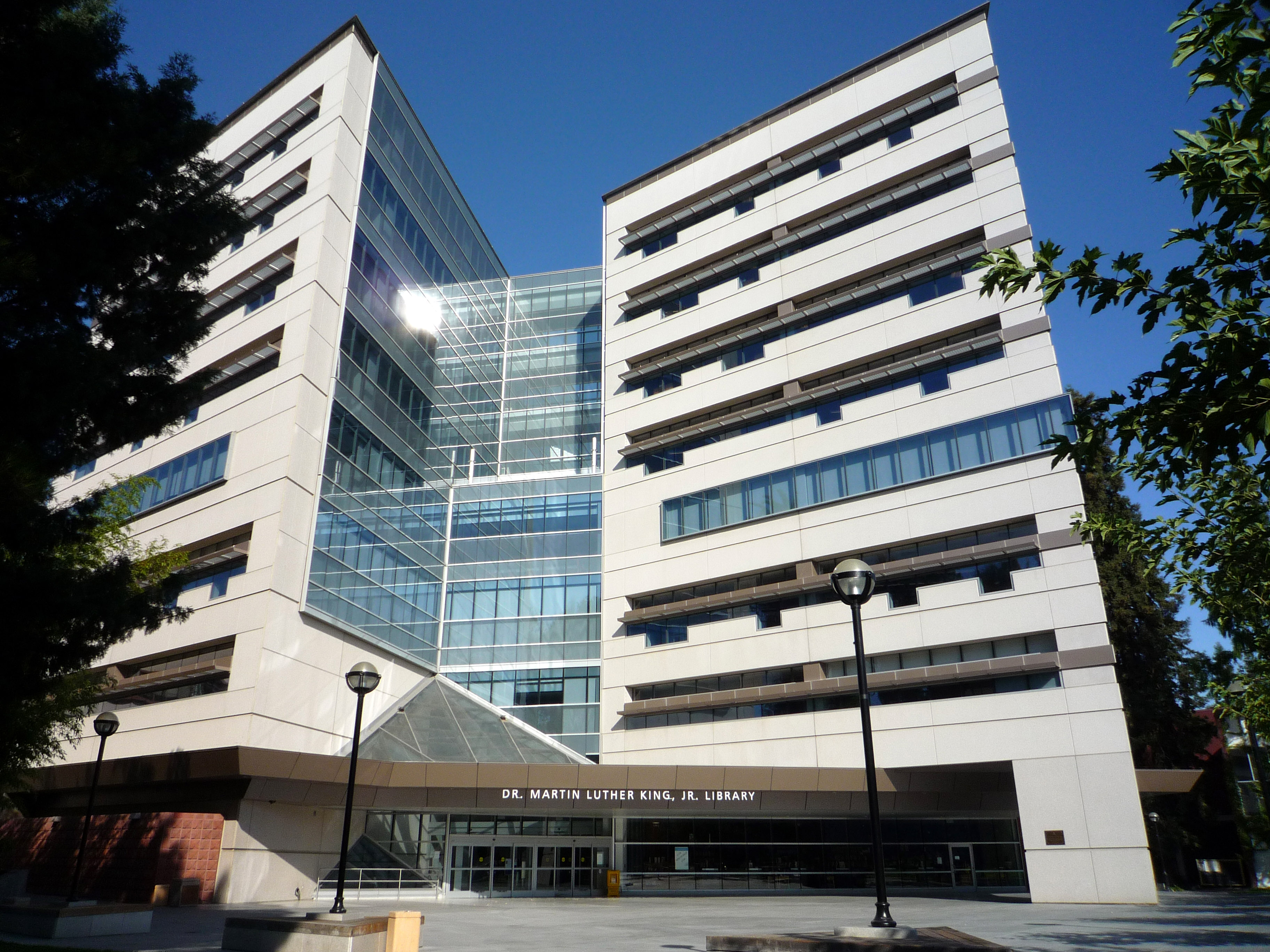
圖書館的東南入口

馬丁路德金博士圖書館（英語：Dr. Martin Luther King, Jr. Library）是一間位在美國加州聖荷西的公立圖書館，位於聖荷西州立大學校園西北面一角落。

## 历史
於2003年8月1日啟用，建館工程耗資1億7千萬美元。大樓合共9層，地上8層，地下1層，建築面積共44,000平方米，是至2007年為止密西西比河以西最大的一次建成圖書館建築。
圖書館內收藏甚為豐富，共有約150萬件圖書館物料，當中包括書本及各種多媒體物料，例如DVD及錄音帶等。此外，本館並設有多間特別用途展覽廳，如加州歷史展覽廳及馬丁路德金博士民權展覽廳等。
本館在用途上是一館兩用，它同時是聖荷西州立大學和聖荷西圖書館系統的總圖書館。
中文收藏位於圖書館3樓，共收集有約7,000本中文書籍，以及一些報章、雜誌的美國中文版本。另外，也有存量頗豐富的台港中製作的電視劇VCD及少量的中文電影VCD。

## 外部連結
- 圖書館官方網站 （英文）
- 聖荷西圖書館